# Ханзаде-султанија (ћерка Мурата IV)
Султанија Ханзаде је била ћерка Мурата IV.

## Живот
Султанија Ханзаде је била ћерка султана Мурата и султаније Ајше. Након њеног рођена, султан Мурат је одлучио да султанији Ајше додели титулу Хасеки-султаније и повећа јој примања.
Удата је 1645. године за Накаш Мустафа-пашу. Забележено је да је поседовала неколико имања на периферији Истанбула и ту имала своје палате. Из брака је имала сина Абдулбаки-бега.

## Смрт
Султанија Ханзаде је умрла 1680. године..